# Seirbhís Chabhlaigh na hÉireann
Il Seirbhís Chabhlaigh na hÉireann (in inglese: Irish Naval Service, in italiano: Servizio Navale Irlandese), conosciuto semplicemente come An tSeirbhís Chabhlaigh (en: The Naval Service, it: Il servizio navale) o come INS, è la marina militare della Repubblica d'Irlanda ed è uno dei tre rami dell'Óglaigh na hÉireann. Il quartier generale si trova a Haulbowline, nella contea di Cork.
Alcune navi del Seirbhís Chabhlaigh sono chiamate con tipici nomi femminili irlandesi presi dalla storia nazionale e dalla mitologia celtica. Il prefisso navale LÉ sta per Long Éireannach, "nave irlandese" in gaelico.

## Storia

### Dal 1922 al 1938
Il trattato anglo-irlandese del 1922 stabilì che lo Stato Libero d'Irlanda dovesse vigilare sulle proprie dogane e sulle attività di pesca, mentre il Regno Unito avrebbe continuato ad avere il controllo delle acque territoriali irlandesi. Nel 1923 fu creato l'Irish Coastal and Marine Service (it. Servizio marino e costiero irlandese).
Durante la guerra civile, nell'agosto del 1922, una nave appartenente alla British & Irish Steam Packet Company (it. Compagnia anglo-irlandese di vapori postali), la Lady Wicklow, fu usata per trasportare le truppe repubblicane, situate al largo della costa di Fenit, al porto di Tralee, capoluogo della contea di Kerry. Questa fu probabilmente la prima operazione navale del neonato stato irlandese. Costruita nel 1890 a Dublino la nave misurava 79,89 m. e trasportava 450 soldati, compresi gli ufficiali sbarcati. La città di Tralee venne poi catturata con successo dai repubblicani.
La "CMS Muirchu", rimanendo formalmente la cannoniera britannica "Helga", fu l'unica nave del Coastal Marine Service durante questo periodo. La Muirchu continuò ad operare per il pattugliamento delle attività di pesca prima di essere riarmata nel 1936.
Nel 1938 il Regno Unito consegnò tre porti ottenuti col trattato (Cork Harbour, Bere Haven e Lough Swilly). Come conseguenza, la Royal Navy si ritirò da Cork Harbour nel luglio del 1938. La "Fort Rannoch" fu aggiunta in quel periodo alla flotta irlandese.

### Dal 1939 al 1945
Nel 1939 il governo irlandese ordinò due torpediniere alla Vospers UK. Quando scoppiò la seconda guerra mondiale nel settembre del 1939 fu costituito l'Irish Marine and Coastwatching Service (it. Servizio marittimo e di guardia costiera irlandese). Per permettere all'Irlanda di rimanere neutrale divenne chiaro che serviva un servizio navale completo. Il governo ordinò quindi altre quattro torpediniere, in aggiunta alle due già commissionate. Alla fine del 1940 l'IMCS aveva a disposizione sei torpediniere e quattro imbarcazioni. Durante la guerra il corpo protesse il commercio marittimo, le attività di pesca e minò i porti di Cork e Waterford. Alla fine della guerra il corpo fu rinominato Irish Marine Service (it. Servizio marittimo irlandese).

### Dal 1946 al 1971
Nel settembre del 1946 l'IMS fu incorporato nell'Óglaigh na hÉireann divenendo così il moderno Naval Service. La marina acquistò tre corvette dal Regno Unito tra il 1946 e il 1947. Iniziò allora la tradizione di chiamare le navi con nomi tipici della mitologia celtica; le navi furono infatti denominate Macha, Maev e Cliona. Queste tre navi assunsero un ruolo chiave nell'INS tra gli anni cinquanta e sessanta. Nel 1947 avvenne nel Britannia Royal Naval College di Dartmouth (Devon) il primo addestramento degli Irish Naval Cadets (it. Cadetti navali irlandesi), i cadetti della marina. Tra il 1968 e il 1970 furono ritirate dal servizio la LÉ Cliona, la LÉ Maev e la LÉ Macha. Queste furono rimpiazzate da tre dragamine commissionate nel 1971: la LÉ Grainne, la LÉ Banba e la LÉ Fola.

### Dal 1972 al 1996
Nel 1971 l'INS commissionò alla Verlome Cork Dockyard la costruzione di una motovedetta per il pattugliamento lontano dalla costa. Chiamata LÉ Deirdre, fu la prima nave motorizzata costruita in Irlanda a pattugliare le sue acque. Nel 1976 la Zona Economica Esclusiva irlandese fu accresciuta da dodici a duecento miglia. I successivi obblighi dell'INS verso la Comunità Europea portarono alla costruzione o all'acquisto di sette navi, cinque delle quali ancora in servizio attivo; la LÉ Setanta, venduta nel 1980 e la LÉ Deirdre, venduta pochi anni dopo, sono state invece ritirate dal servizio.

### Dal 1996 al 2006
Nel 1996 l'INS compì il suo cinquantesimo "compleanno". Tra i festeggiamenti vi fu anche una rassegna delle navi della marina da parte della presidentessa irlandese Mary Robinson. Nel 1999 entrò in servizio una nuova nave, la LÉ Róisín, che segnò l'inizio di una nuova classe di motovedette ad ampio raggio d'azione. La più recente è stata invece la LÉ Niamh, entrata in servizio nel settembre del 2001.
Mentre la maggior parte delle missioni dell'INS sono in acque territoriali irlandesi, sono state tuttavia compiute missioni più lunghe sono state intraprese in supporto delle forze a seguito dell'ONU o di missioni commerciali nazionali. Nel 2002 la LÉ Niamh compì una missione in supporto delle truppe irlandesi impiegate in Eritrea; in seguito proseguì la sua rotta con un viaggio promozionale toccando l'India, la Malaysia, Singapore, Hong Kong, la Cina, la Corea del Sud e il Giappone, divenendo così anche la prima nave irlandese ad attraversare l'equatore. Nel 2006 la LÉ Eithne viaggiò verso l'Argentina per partecipare alle manifestazioni in occasione del centoquarantanovesimo anniversario di morte di William Brown, l'ammiraglio fondatore dell'Armada de la República Argentina, nato in Irlanda. La nave proseguì il suo viaggio in Uruguay e in Brasile.

## Flotta attuale
| Immagine | Classe                | Unità                                                                                               | Tipo | Costruttore                        | Dislocamento | EIS                 | Note |
| -------- | --------------------- | --------------------------------------------------------------------------------------------------- | ---- | ---------------------------------- | ------------ | ------------------- | ---- |
|          | Classe Samuel Beckett | P 61-LÉ Samuel Beckett P 62-LÉ James Joyce P 63-LÉ William Butler Yeats P 64-LÉ George Bernard Shaw | PA   | Babcock International Regno Unito  | 2256t        | 2014 2015 2016 2019 |      |
|          | Classe Róisín         | P51-LÉ Róisín P52-LÉ Niamh                                                                          | PA   | Appledore Shipbuilders Regno Unito | 1500t        | 1999 2001           |      |

## Unità navali dismesse
| In servizio | Classe                        | Foto | Distintivo ottico Nome   | Costruttore             | Origine     | Entrata in servizio | Anno dismissione | Note                                     |
| ----------- | ----------------------------- | ---- | ------------------------ | ----------------------- | ----------- | ------------------- | ---------------- | ---------------------------------------- |
| 1           | Classe Eithne (Pattugliatore) |      | P 31-LÉ Eithne           | Verolme Dockyard, Cork  | Irlanda     | 1984                | 2022             | nave ammiraglia dotata di ponte di volo. |
| 2           | Classe Peacock (Corvetta)     |      | P41-LÉ Orla P42-LÉ Ciara | Hall, Russell & Company | Regno Unito | 1988 1988           | 2022 2022        |                                          |